# 45 Leonis Minoris
45 Leonis Minoris är en gulvit stjärna i Lilla lejonets stjärnbild.
45 Leonis Minoris har visuell magnitud +7,47 och kräver fältkikare för att kunna observeras. Den befinner sig på ett avstånd av ungefär 380 ljusår och benämns ofta med sin HD-beteckning, HD 94218.